# 橋本のりこ
橋本 のりこ（はしもと のりこ、1969年1月16日 - ）は、日本の女性声優、ナレーター。オフィスキイワード所属。兵庫県出身。

## 来歴・人物
西宮市立西宮高等学校卒業後の1987年にデビュー。主に関西ローカルのバラエティ番組や情報番組のナレーターを務めている。男女子役から清純系、のほほん系、おどろおどろしいもの、イタイ女まで多数のキャラクターを自在に操る。
2005年には、堀内賢雄・安富史郎・竹本翔之介・栗本有紀子らと「劇団店じまい」というユニットを組んで朗読劇を催した。

## 出演作品

### ラジオ
- ありがとう浜村淳です（毎日放送） - デビュー直後の1988 - 1989年に「ありがとうギャルズ」（アシスタント）として出演
- ハイバーネーションクラブ（FM OSAKA）
- KOBEアーバンクルージング（Kiss-FM KOBE）
- おおさかパワーワイド ちゃらんぽらんの元気もってこい! （ラジオ大阪）

### ナレーション
- 探検ファクトリー（NHK総合テレビ[1]）
- クイズ!何ぼのモンじゃ（テレビ大阪）
- 大阪情報局（テレビ大阪）
- ココロは十八歳未満（読売テレビ）
- テレビヤンネット（読売テレビ）
- 共鳴野郎（読売テレビ）
- てれびかたろぐ（朝日放送）
- 列島リレー（NHK総合テレビ）
- 大阪ほんわかテレビ（読売テレビ）
- ちちんぷいぷい→ミント! 月曜日「たむらけんじの学校に行こッ!」（毎日放送）
- WEST21 （読売テレビ）
- 2時ドキッ! （関西テレビ）
- つるまげどん（毎日放送）
- 火曜スペシャル なにコレ!? （テレビ大阪）
- 知っとこ! →　サタデープラス（毎日放送）
- キレイの鉄則（テレビ大阪）
- イタダキ娘（テレビ大阪）
- たかじんのそこまで言って委員会→そこまで言って委員会NP（読売テレビ）
- ムハハnoたかじん（関西テレビ）
- ますだおかだのこれイチ! （読売テレビ）
- 麒麟の部屋（毎日放送）
- ス・テ・キの扉（毎日放送）
- ジラフ（麒麟のDVD）
- なまみつ（毎日放送）
- ごきげんライフスタイル よ〜いドン! （関西テレビ）
  - となりの人間国宝さん
  - 産地の奥さんごちそう様!→ちゃちゃっとワンプレート
  - よ〜いドン! サンデー→よ〜いドン! サタデー
- たかじんTV非常事態宣言（読売テレビ）
- ロケみつ〜ロケ×ロケ×ロケ〜→ロケみつ ザ・ワールド（毎日放送）
- ひるおび! バンバンバン（毎日放送）
- チュー'sDAYコミックス 侍チュート!（毎日放送）
- AKBと××! （読売テレビ）
- 中川家 家電の流儀（テレビ大阪）
- 会社見学!スクープを探せ（テレビ大阪）
- 爆裂バラエティー シャバダバの空に （関西テレビ）
- すぽこん! （読売テレビ）
- 水野真紀の魔法のレストランシリーズ（毎日放送）
- えぇトコ（NHK大阪）
- たこやきレインボーのたこツボッ!!（BSフジ）
- ケンドーコバヤシの社長！お手伝いさせて頂きます！（BS12 トゥエルビ）
- かまいたちの知らんけど（毎日放送）
- あれみた?（毎日放送）